# 丰塔纳尔斯-德塞尔达尼亚
丰塔纳尔斯-德塞尔达尼亚（西班牙語：Fontanáls de Cerdanya，意为“塞尔达尼亚的丰塔纳尔斯”）是西班牙加泰罗尼亚赫罗纳省的一个市镇。总面积28.64平方公里，总人口458人（2013年），人口密度16人/平方公里。